# آی‌ان‌اس ایرهانت
آی‌ان‌اس ایرهانت (به انگلیسی: INS Arihant) یک زیردریایی است که طول آن ۱۱۱ متر (۳۶۴ فوت) می‌باشد. این زیردریایی در سال ۲۰۰۹ ساخته شد.